# Stefan Grzybowski
Stefan Mieczysław Grzybowski (ur. 16 listopada 1902 w Zatorze, zm. 25 listopada 2003 w Rabce-Zdroju) – polski prawnik, specjalista z zakresu prawa cywilnego, rektor Akademii Handlowej i Wyższej Szkoły Ekonomicznej w Krakowie (1948–1952) oraz Uniwersytetu Jagiellońskiego (1958–1962).

## Życiorys
Był synem lekarza Stefana Mariana Grzybowskiego i Zofii z Korczyńskich Grzybowskiej. Brat Konstantego.
Studia prawnicze ukończył na Wydziale Prawa Uniwersytetu Jagiellońskiego w 1926 roku, gdzie doktoryzował się rok później. Tytuł profesora uzyskał w 1949.
Pełnił funkcję rektora Akademii Handlowej i Wyższej Szkoły Ekonomicznej w Krakowie (1948–1952) oraz Uniwersytetu Jagiellońskiego (1958–1962).
Uczestniczył w pracach Społecznej Rady Legislacyjnej – agendy/jednostki COIU.
W 1991 został przez prezydenta Lecha Wałęsę odznaczony Krzyżem Wielkim Orderu Odrodzenia Polski.